# Impuesto sobre el Valor Añadido (España)
El Impuesto sobre el Valor Añadido (IVA) en España es un impuesto que constituye la base del sistema español de imposición indirecta. Forma parte así del sistema de impuesto sobre el valor añadido intracomunitario de la Unión Europea.
Fue creado en 1986 por exigencia de la Comunidad Económica Europea, sustituyendo al Impuesto sobre el Tráfico de Empresas, y fue objeto de reforma a nivel comunitario en 1992 para adaptarlo al denominado mercado interior dentro de la Unión Europea, que supuso la supresión de los controles aduaneros en las fronteras interiores europeas.
La ley fundamental que regula el tributo es la Ley 37/1992, de 28 de diciembre de 1992.

## Recaudación del IVA en España
| Año                                         | Ingresos tributarios totales IVA (millones de euros) |
| ------------------------------------------- | ---------------------------------------------------- |
| 2021                                        | 72.498                                               |
| 2020                                        | 63.337                                               |
| 2019                                        | 71.538                                               |
| 2018                                        | 70.176                                               |
| 2017                                        | 63.647                                               |
| 2016                                        | 62.845                                               |
| 2015                                        | 60.305                                               |
| 2014                                        | 56.174                                               |
| 2013                                        | 51.931                                               |
| 2012                                        | 50.464                                               |
| 2011                                        | 49.302                                               |
| 2010                                        | 49.086                                               |
| 2009                                        | 33.567                                               |
| 2008                                        | 48.021                                               |
| 2007                                        | 55.851                                               |
| 2006                                        | 54.652                                               |
| 2005                                        | 49.870                                               |
| 2004                                        | 44.507                                               |
| 2003                                        | 40.579                                               |
| 2002                                        | 36.913                                               |
| 2001                                        | 34.673                                               |
| Fuente: * Ministerio de Economía y Hacienda |                                                      |

## Naturaleza
La Ley del impuesto lo cataloga como un tributo de naturaleza indirecta que recae sobre el consumo, como manifestación de la capacidad económica susceptible de gravamen, y por tanto, desde un punto de vista económico, es el consumidor quien soporta el impuesto, aunque sean los empresarios y profesionales los obligados a ingresar las cuotas del impuesto.

### Neutralidad
A diferencia de lo que ocurre con otros sistemas de imposición indirecta, el impuesto sobre el valor añadido tiene un carácter neutral hacia las empresas, al no suponer para ellos ni gasto ni ingreso, en la medida en que los bienes adquiridos en la producción o distribución sean empleados en su proceso de producción o comercialización. La neutralidad se rompe cuando se produce el consumo final de los bienes.
El empresario o profesional es responsable de la correcta aplicación de la mecánica impositiva del IVA, convirtiéndose en recaudador del Estado, por la parte de gravamen correspondiente al valor generado o agregado en su fase de producción. En consecuencia está obligado a auto-liquidar el impuesto mediante la presentación de las correspondientes declaraciones trimestrales o mensuales.

## Normativa reguladora
En el Derecho comunitario la norma básica son las Directivas. En el ámbito español la regulación básica se encuentra en la Ley del Impuesto sobre el Valor Añadido, Ley 37/1992 y el Reglamento del impuesto aprobado por Real Decreto 1624/1992

## Ámbito de aplicación
El territorio de aplicación del impuesto se extiende al territorio peninsular español, las islas Baleares y las islas adyacentes a ambos territorios, así como el mar territorial hasta el límite de 12 millas náuticas y el espacio aéreo correspondiente a dicho ámbito. No es de aplicación en las islas Canarias, y las ciudades autónomas de Ceuta y Melilla. En Canarias se aplica un impuesto de naturaleza similar denominado 'Impuesto General Indirecto Canario' (IGIC).

## Hecho imponible
Están sujetas al impuesto las entregas de bienes y prestaciones de servicios realizadas por empresario o profesionales a título oneroso, con carácter habitual u ocasional, en el desarrollo de su actividad empresarial o profesional. 
Para igualar la carga tributaria de todas las mercancías, también se someten a gravamen las importaciones tanto de Estados miembros de la Unión Europea, en cuyo caso se denominan adquisiciones intracomunitarias, como las provenientes de terceros estados, denominadas importaciones en el impuesto.

### Empresario o profesional a efectos de IVA
La definición de empresario o profesional en este impuesto difiere de la que podemos encontrar en otros impuestos del sistema tributario español como el IRPF o el Impuesto sobre Sociedades. Según la Ley del IVA, tendrán la consideración de empresario o profesional:
1. Aquel que efectúa la ordenación por cuenta propia de factores de producción materiales y humanos o de uno de ellos, con la finalidad de intervenir en la producción o distribución de bienes o servicios.
2. Las sociedades mercantiles, salvo prueba en contrario.
3. Los arrendadores de bienes.
4. Quienes efectúen la urbanización de terrenos o la promoción, construcción o rehabilitación de edificaciones destinadas, en todo caso, a su venta, adjudicación o cesión por cualquier título, aunque sea ocasionalmente.
5. Quienes realicen a título ocasional las entregas de medios de transporte nuevos exentas.

Existe presunción del ejercicio de una actividad empresarial desde que la persona que se proponga ejercer un negocio anuncie por circulares, periódicos, carteles, rótulos expuestos al público o de otro modo cualquiera, un establecimiento que tenga por objeto alguna operación mercantil, en los términos del artículo 3 del Código de Comercio; así como se exija contribuir por el Impuesto sobre Actividades Económicas por la realización de operaciones sujetas al mismo.

### Entrega de bienes
El concepto de entrega de bienes en IVA comprende la transmisión del poder de disposición sobre bienes corporales, incluso si se efectúa mediante la cesión de títulos representativos de dichos bienes.
La norma determina que también tendrán la consideración de entrega de bienes:
1. Las ejecuciones de obra que tengan por objeto la construcción o rehabilitación de una edificación.
2. Las aportaciones no dinerarias efectuadas por los sujetos pasivos del impuesto de elementos de su patrimonio empresarial o profesional a sociedades o comunidades de bienes o a cualquier otro tipo de entidades, así como las adjudicaciones de esta naturaleza en caso de liquidación o disolución total o parcial de aquellas.
3. Las transmisiones de bienes en virtud de una norma o resolución administrativa o jurisdiccional, incluida la expropiación forzosa.
4. Las cesiones de bienes en contrato de ventas con reserva de dominio o condición suspensiva o en virtud de contratos de arrendamiento financiero. Incluye el arrendamiento con opción de compra desde el momento en que el arrendatario se compromete a su ejercicio.
5. Las transmisiones de bienes entre comitente y comisionista que actúe en nombre propio efectuadas en virtud de contratos de comisión de venta o comisión de compra.
6. El suministro de un producto informático normalizado efectuado en cualquier soporte material.

Existen determinadas operaciones asimiladas a entregas de bienes, el llamado 'autoconsumo de bienes'. Tendrán consideración de autoconsumo y, por tanto, entrega de bienes, las siguientes operaciones:
1. La transferencia, efectuada por el sujeto pasivo, de bienes corporales de su patrimonio empresarial o profesional a su patrimonio personal o al consumo particular de dicho sujeto pasivo.
2. La transferencia gratuita a terceros.
3. El cambio de afectación de bienes corporales de un sector diferenciado de su actividad empresarial a otro que otorga derecho a la deducción de menor cuantía.
4. Bienes de circulante que se afectan como bienes de inversión.

### Prestación de servicios
La ley del IVA define las prestaciones de servicios de manera residual, de modo que tendrán la consideración de prestación de servicios las operaciones sujetas que no tengan la consideración de entrega de bienes.
No obstante, se enumeran diversas operaciones expresamente como prestación de servicios:
1. El ejercicio independiente de una profesión, arte u oficio.
2. Los arrendamientos de bienes, industria o negocio, empresas o establecimientos mercantiles, con o sin opción de compra.
3. Las cesiones del uso o disfrute de bienes.
4. Las cesiones y concesiones de derechos de autor, licencias, patentes, marcas de fábrica y comerciales y demás derechos de propiedad intelectual e industrial.
5. Las obligaciones de hacer y no hacer y las abstenciones estipuladas en contratos de agencia o venta en exclusiva o derivadas de convenios de distribución de bienes en áreas territoriales delimitadas.
6. Las ejecuciones de obra que no tengan la consideración de entregas de bienes.
7. Los traspasos de locales de negocio.
8. Los transportes.
9. Los servicios de hostelería, restaurante o acampamento y las ventas de bebidas o alimentos para su consumo inmediato en el mismo lugar.
10. Las operaciones de seguro, reaseguro y capitalización.
11. Las prestaciones de hospitalización.
12. Los préstamos y créditos en dinero.
13. El derecho a utilizar instalaciones deportivas o recreativas.
14. La explotación de ferias y exposiciones.
15. Las operaciones de mediación y las de agencia o comisión cuando el agente o comisionista actúe en nombre ajeno. Cuando actúe en nombre propio y medie en una prestación de servicios se entenderá que ha recibido y prestado por sí mismo los correspondientes servicios.
16. El suministro de productos informáticos cuando no tenga la condición de entrega de bienes.

### Adquisiciones intracomunitarias
Se define la adquisición intracomunitaria de bienes como la obtención del poder de disposición sobre bienes muebles corporales expedidos o transportados al territorio de aplicación del impuesto, con destino al adquirente, desde otro Estado miembro de la UE, por el transmitente, el propio adquirente o un tercero en nombre y por cuenta de cualquiera de los anteriores.
Es necesaria la adquisición a título oneroso por empresarios o profesionales o por personas jurídicas que no actúen como tales.

### Importaciones
Tiene la consideración de importación toda entrada de productos dentro del territorio de la UE, así como los que tengan como origen Ceuta, Melilla y Canarias.

## Lugar de realización del hecho imponible
La determinación del lugar de realización del hecho imponible delimita el Estado que tiene la potestad de gravar la operación, pretendiendo atribuirla a un solo Estado.

### Entrega de bienes
1. Entrega de bienes que no sean objeto de expedición o transporte. Se entiende producido en el Territorio de Aplicación del Impuesto (TAI) cuando los bienes se pongan a disposición del adquirente en este territorio.
2. Entrega de bienes que sean objeto de expedición o transporte. Se entiende producido en el TAI si el transporte se inicia en el mismo.
3. Entrega de bienes que hayan de ser objeto de instalación. Se entiende producido en el territorio donde se ultime la instalación. Debe implicar la inmovilización de los bienes entregados.
4. Entrega de bienes inmuebles. Se produce en el TAI si los inmuebles están situados en el mismo.
5. Entrega de bienes a pasajeros a bordo de buques, aviones o trenes en transportes dentro de la UE. Se producen en TAI si es el lugar de inicio del transporte y el destino es un estado miembro de la UE.
6. Ventas a distancia. Se entiende realizado en el TAI cuando:
  1. Venta efectuada por un sujeto pasivo establecido en otro estado miembro de la UE, cuando el importe total de las ventas con destino a España superen en el año anterior el importe de 35.000 euros o en el año en curso por la parte que exceda.
  2. Venta efectuada por un sujeto pasivo establecido en el TAI, cuando las ventas a distancia no hubieran superado los límites establecidos por ese otro estado miembro de la UE.
7. Entregas de gas y electricidad: Se entiende producido en el TAI cuando el adquirente realice el consumo efectivo en el mismo.

### Prestación de servicios internacionales
Como regla general, los servicios a empresarios o profesionales ubicados en el TAI se entenderán localizados en destino. Asimismo, el sujeto pasivo será el empresario o profesional destinatario si el prestador del servicio no está establecido en el TAI.
Los servicios realizados a particulares en la Unión Europea se entenderán localizados en origen, es decir, en sede del prestatario. Esto se exceptúa cuando el destinatario es un particular establecido fuera de la UE y únicamente en determinados servicios profesionales regulados en el artículo 69.2 de la Ley del IVA, cuando se entenderá realizado en sede del particular. Esto último no será de aplicación a particulares establecidos en Canarias, Ceuta y Melilla, que seguirán la norma general y se entenderán localizados en sede del prestador.

#### Reglas especiales
A excepción de las normas generales indicadas anteriormente para la prestación de servicios internacionales, se entenderán prestados en el TAI:
1. Servicios relacionados con bienes inmuebles, cuando el inmueble radique en el TAI. Incluye los servicios de hostelería.
2. Acceso a manifestaciones culturales, artísticas, recreativas, deportivas, científicas, etc. A los servicios accesorios se les aplica la regla de localización general.
3. Transporte de pasajeros, cualquiera que sea el destino, y de bienes no intracomunitarios a particulares, por la parte del trayecto que se desarrolla en el TAI.
4. Transporte de bienes intracomunitarios a particulares, cuando se inicie el transporte en el TAI.
5. Servicios de mediación en los transportes en nombre y por cuenta ajena cuando el destinatario es un particular.
6. Restaurante y cátering prestados a pasajeros a bordo de buques, aviones o trenes, por la parte que se presten en la UE y se inició el transporte en el TAI.
7. Servicios accesorios a los transportes cuando el destinatario es un particular, si el servicio se presta materialmente en el TAI.
8. Trabajos realizados sobre bienes muebles corporales, informes periciales, valoraciones y dictámenes si el destinatario es un particular y el servicio se presta materialmente en el TAI.
9. Telecomunicaciones, radiodifusión y televisión, cuando el prestador no está establecido en la UE y el destinatario es un particular establecido en el TAI.
10. Arrendamiento a corto plazo de medios de transporte, cuando se pongan a disposición del destinatario en el TAI. Se entiende por corto plazo la cesión inferior a 30 días o 90 días en caso de buques.

La norma recoge una fórmula de cierre por la que se considerarán prestados en el TAI determinados servicios cuando, conforme a las reglas de localización aplicables no se entiendan realizados en la UE, Canarias, Ceuta o Melilla, pero su utilización o explotación efectivas se realicen en el TAI.

### Adquisiciones intracomunitarias
Se considerarán realizadas en el TAI cuando se encuentre en el mismo el lugar de llegada de la expedición o transporte con destino al adquirente. Esto no será de aplicación cuando en la comunicación por parte del adquirente al transmitente de un número de IVA que no se corresponde con el país de llegada.

## No sujeción y exención
La ley deja fuera de gravamen determinadas operaciones, por diversas circunstancias; entre las más importantes se encuentran los servicios médicos, determinadas actividades educativas, culturales y deportivas, también las operaciones financieras y de seguro.

### Operaciones no sujetas al IVA
Según el artículo 7 de la Ley del Impuesto sobre el Valor añadido, no están sujetas al impuesto:
1. La transmisión del patrimonio empresarial del sujeto pasivo. Viene determinada por la transmisión de un conjunto de elementos corporales y, en su caso, incorporales que, formando parte del patrimonio empresarial o profesional del sujeto pasivo, constituyan una unidad económica autónoma capaz de desarrollar una actividad empresarial o profesional por sus propios medios.
2. Los gastos de promoción y publicidad, tales como la entrega gratuita de muestras, las prestaciones de servicios de demostración a título gratuito o las entregas gratuitas de impresos u objetos publicitarios. Quedan sujetas al impuesto las entregas de objetos publicitarios cuando el coste total de las entregas a un mismo destinatario excedan de 200 euros durante el año natural, a menos que se entreguen a otros sujetos pasivos para su redistribución gratuita.
3. Los servicios prestados por personas físicas en régimen de dependencia derivado de relación laboral o administrativa.
4. Los servicios prestados a las cooperativas de trabajo por los socios de las mismas.
5. Los supuestos de autoconsumo cuando su propia adquisición no genere el derecho a deducir.
6. Operaciones realizadas por los entes públicos. No aplicará la no sujeción cuando los referidos entes actúen por medio de empresa pública, privada, mixta o, en general, de empresas mercantiles. En todo caso, estarán sujetas las siguientes entregas de bienes y prestaciones de servicios que los entes públicos realicen:
  1. Telecomunicaciones.
  2. Distribución de agua, gas, calor, frío, energía eléctrica y demás modalidades de energía.
  3. Transporte de personas y bienes.
  4. Servicios portuarios y aeroportuarios y explotación de infraestructuras ferroviarias.
  5. Obtención, fabricación o transformación de productos para su posterior transmisión.
  6. Intervención sobre productos agropecuarios dirigida a la regulación del mercado de estos productos.
  7. Explotación de ferias y de exposiciones de carácter comercial.
  8. Almacenaje y depósito.
  9. Las de oficinas comerciales de publicidad.
  10. Explotación de cantinas y comedores de empresas, economatos, cooperativas y establecimientos similares.
  11. Las agencias de viajes.
  12. Las comerciales o mercantiles de los entes públicos de radio y televisión, incluidas las relativas a la cesión del uso de sus instalaciones.
  13. Las de matadero.
7. Las concesiones administrativas. No se extiende esta no sujeción a las que tengan por objeto la cesión del derecho a utilizar el dominio público portuario, las que tengan por objeto la cesión de los inmuebles e instalaciones en aeropuertos, las que tengan por objeto la cesión del derecho a utilizar infraestructuras ferroviarias ni las autorizaciones para la prestación de servicios al público y para el desarrollo de actividades comerciales o industriales en el ámbito portuario.
8. Las prestaciones de servicio a título gratuito que sean obligatorias en virtud de normas jurídicas o de un convenio colectivo.
9. Las operaciones realizadas por la comunidad de regantes.
10. Las entregas de dinero a título de contraprestación.

### Exencionesen operaciones interiores
Según el artículo 20 de la citada Ley del IVA 37/1992, de 28 de diciembre, estarán exentas de este impuesto:
1. Las prestaciones de servicios y las entregas de bienes accesorias a las mismas efectuadas por los servicios públicos postales.
2. Las prestaciones de servicios de hospitalización o asistencia sanitaria y las demás relacionadas directamente con las mismas realizadas por entidades de Derecho público o por entidades o establecimientos privados en régimen de precios autorizados o comunicados.
3. La asistencia a personas físicas por profesionales médicos o sanitarios, cualquiera que sea la persona destinataria de dichos servicios.
4. Las entregas de sangre, plasma sanguíneo y demás fluidos, tejidos y otros elementos del cuerpo humano efectuadas para fines médicos o de investigación o para su procesamiento con idénticos fines.
5. Las prestaciones de servicios realizadas en el ámbito de sus respectivas profesiones por estomatólogos, odontólogos, mecánicos dentistas y protésicos dentales, así como la entrega, reparación y colocación de prótesis dentales y ortopedias maxilares realizadas por los mismos, cualquiera que sea la persona a cuyo cargo se realicen dichas operaciones.
6. Los servicios prestados directamente a sus miembros por uniones, agrupaciones o entidades autónomas, incluidas las Agrupaciones de Interés Económico, constituidas exclusivamente por personas que ejerzan esencialmente una actividad exenta o no sujeta al impuesto.
7. Las entregas de bienes y prestaciones de servicios que, para el cumplimiento de sus fines específicos, realice la Seguridad Social, directamente o a través de sus entidades gestoras o colaboradoras.
8. Las prestaciones de servicios de asistencia social que se indican a continuación efectuadas por entidades de Derecho público o entidades o establecimientos privados de carácter social, tales como: protección de la infancia y de la juventud, asistencia a la tercera edad, educación especial y asistencia a personas con minusvalía, asistencia a minorías étnicas, asistencia a refugiados y asimilados, asistencia a transeúntes, asistencia a personas con cargas familiares no compartidas, acción social comunitaria y familiar, asistencia a exreclusos, reinserción social y prevención de la delincuencia, asistencia a alcohólicos y toxicómanos. La exención comprende la prestación de servicios de alimentación, alojamiento o transporte accesorios de los anteriores prestados pro dichos establecimientos o entidades, con medios propios o ajenos.
9. La educación de la infancia y de la juventud, la guarda y custodia de niños, la enseñanza escolar, universitaria y de postgraduados, la enseñanza de idiomas y la formación y reciclaje profesional, realizadas por entidades de derecho público o entidades privadas autorizadas para el ejercicio de dichas actividades.
10. Las clases a título particular prestadas por personas físicas sobre materias incluidas en los planes de estudios de cualquiera de los niveles y grados del sistema educativo.
11. Las cesiones de personal realizadas en el cumplimiento de sus fines, por entidades religiosas inscritas en el Registro correspondiente del Ministerio de Justicia, para el desarrollo de actividades de hospitalización, asistencia sanitaria, asistencia social, educación enseñanza, formación y reciclaje profesional.
12. Las prestaciones de servicios y las entregas de bienes accesorias a las mismas efectuadas directamente a sus miembros por organismos o entidades legalmente reconocidos que no tengan finalidad lucrativa, cuyos objetivos sean exclusivamente de naturaleza política, sindical, religiosa, patriótica, filantrópica o cívica, realizadas para la conservación de sus finalidades específicas, siempre que no perciban de los beneficiarios de tales operaciones contraprestación alguna distinta de las cotizaciones fijadas en sus estatutos.
13. Los servicios prestados a personas físicas que practiquen el deporte o la educación física, cualquiera que sea la persona o entidad a cuyo cargo se realice la prestación, siempre que tales servicios estén directamente relacionados con dichas prácticas y sean prestados por las entidades de derecho público, federaciones deportivas, Comité Olímpico Español, Comité Paralímpico Español, Entidades o establecimientos deportivos privados de carácter social.
14. Las prestaciones de servicios que a continuación se relacionan efectuadas por entidades de Derecho público o por entidades o establecimientos culturales privados de carácter social (bibliotecas, museos, galerías de arte, representaciones teatrales, musicales coreográficas, audiovisuales y cinematográficas, exposiciones)
15. El transporte de enfermos o heridos en ambulancias o vehículos especialmente adaptados para ello.
16. Las operaciones de seguro, reaseguro y capitalización, así como las prestaciones de servicios relativas a las mismas realizadas por agentes, subagentes, corredores y demás intermediarios de seguros y reaseguros.
17. Las entregas de sellos de Correos y efectos timbrados de curso legal en España por importe no superior a su valor facial.
18. Determinadas operaciones financieras.
19. Las loterías, apuestas y juegos organizados por el Organismo Nacional de Loterías y Apuestas del Estado, la Organización Nacional de Ciegos y por los organismos correspondientes de las comunidades autónomas, así como las actividades que constituyan los hechos imponibles de la tasa sobre rifas, tómbolas, apuestas y combinaciones aleatorias o de la tasa que grava los juegos de suerte, envite o azar.
20. Las entregas de terrenos rústicos y demás que no tengan la condición de edificables, incluidas las construcciones de cualquier naturaleza en ellos enclavadas, que sean indispensables para el desarrollo de una explotación agraria, y los destinados exclusivamente a parques y jardines públicos o a superficies viales de uso público.
21. (Suprimida)
22. Las segundas y ulteriores entregas de edificaciones, incluidos los terrenos en que se hallen enclavadas, cuando tengan lugar después de terminada su construcción o rehabilitación. Adquisición si se hubiese efectuado durante los dos años inmediatamente anteriores o, en otro caso, del verdadero valor que tuviera la edificación o parte de la misma antes de su rehabilitación.
23. Los arrendamientos que tengan la consideración de servicios y la constitución y transmisión de derechos reales de goce y disfrute, que tengan por objeto terrenos, construcciones inmobiliarias y edificios destinados a viviendas.
24. Las entregas de bienes que hayan sido utilizados por el transmitente en la realización de operaciones exentas del impuesto en virtud de lo establecido en este artículo, siempre que al sujeto pasivo no se le haya atribuido el derecho a efectuar la deducción total o parcial del impuesto soportado al realizar la adquisición, afectación o importación de dichos bienes o de sus elementos componentes.
25. Las entregas de bienes cuya adquisición, afectación o importación o la de sus elementos componentes hubiera determinado la exclusión total del derecho a deducir en favor del transmitente en virtud de lo dispuesto en los artículos 95 y 96 de esta Ley.
26. Los servicios profesionales, incluidos aquellos cuya contraprestación consista en derechos de autor, prestados por artistas plásticos, escritores, colaboradores literarios, gráficos y fotográficos de periódicos y revistas, compositores musicales, autores de obras teatrales y de argumento, adaptación, guion y diálogos de las obras audiovisuales, traductores y adaptadores.
27. (Suprimida)
28. Las prestaciones de servicios y las entregas de bienes realizadas por los partidos políticos con motivo de manifestaciones destinadas a reportarles un apoyo financiero para el cumplimiento de su finalidad específica y organizadas en su exclusivo beneficio.

Las exenciones relativas a los números 20 y 22 del apartado anterior podrán ser objeto de renuncia por el sujeto pasivo,en la forma y con los requisitos que se determinen reglamentariamente, cuando el adquirente sea un sujeto pasivo que actúe en el ejercicio de sus actividades empresariales o profesionales y se le atribuya el derecho a efectuar la deducción total o parcial del Impuesto soportado al realizar la adquisición o, cuando no cumpliéndose lo anterior, en función de su destino previsible, los bienes adquiridos vayan a ser utilizados, total o parcialmente, en la realización de operaciones, que originen el derecho a la deducción.

### Tipos de facturas exentas de IVA
Debido a sus marcadas diferencias, sobre  todo en lo que hace referencia a tratamiento fiscal y posibilidad de deducción, debemos distinguir entre dos tipos de facturas exentas de IVA: las exenciones plenas y las exenciones limitadas:
- Exenciones de IVA plenas: Son aquellas actividades económicas que posibilitan al empresario, profesional o autónomo que haya entregado un bien o prestado un servicio a deducir el VI soportado en las adquisiciones correspondientes a la realización de dicha actividad. Es decir, en el momento de hacer la declaración trimestral del IVA, el empresario o autónomo tiene derecho a restarse el IVA de los gastos que haya tenido que realizar para llevar a cabo esa actividad exenta del mencionado impuesto.
- Exenciones limitadas: Son operaciones en las que no es posible descontar el IVA soportado en la fabricación de un producto o prestación de un servicio.

## Devengo
El devengo del IVA es instantáneo, produciéndose cada vez que el sujeto pasivo realiza el hecho imponible. En la entrega de bienes se produce el devengo cuando tiene lugar la puesta a disposición del adquirente, mientras que en la prestación de servicios se produce cuando los mismos se presten, ejecuten o efectúen.
Existen determinadas reglas especiales para el momento en que se produce el devengo en determinadas operaciones:
1. Pactos con reserva de dominio. El devengo se entiende producido con la puesta a disposición del bien.
2. Arrendamiento financiero. Cuando hay compromiso del ejercicio de opción de compra, el devengo se produce en el momento de la firma del contrato. Cuando el ejercicio de la opción de compra es posterior, será en el momento en que se ejercita dicho compromiso.
3. Ejecuciones de obra. Se produce el devengo en el momento en que los bienes se ponen a disposición del dueño de la obra.
4. Ejecuciones de obra siendo destinatario la Administración. Se produce el devengo en el momento de la recepción de la obra, de acuerdo con el artículo 147 del RDL 2/2000.
5. Entrega de bienes entre comitente y comisionista. Aquí se producen dos hechos imponibles. El devengo se produce en el momento en el que se efectúe la entrega de bienes al tercero.
6. Autoconsumos. Se produce cuando se efectúen las operaciones gravadas.
7. Operaciones de tracto sucesivo. El devengo se produce con la exigibilidad del precio. En las operaciones donde no se fija el momento de la exigibilidad, el devengo se produce el 31 de diciembre.
8. Pagos anticipados. El devengo se produce en el momento del cobro.

## Sujeto pasivo
Generalmente, el sujeto pasivo es el empresario que efectúa las entregas de bienes o las prestaciones de servicio. Este también es el obligado a presentar las declaraciones y al pago.
Hay cuatro tipos de sujeto pasivo distintos:
1. El empresario o profesional que entrega el bien o presta el servicio. El que vende está obligado a repercutir el IVA al cliente.
2. El sujeto pasivo en las adquisiciones intracomunitarias de bienes: aquí el sujeto pasivo será el empresario situado en España que compra el bien.
3. En las importaciones de bienes: el contribuyente es el importador del bien. Aquí nunca hay autorrepercusión, ya que el importador pagará el IVA en la aduana.
4. Prestaciones de servicio que se entienden realizadas en España, pero cuyo prestador del servicio está situado fuera de España: en este caso, el contribuyente será el que reciba el servicio (Supuesto de inversión del sujeto pasivo).[6]

### Inversión del sujeto pasivo
El legislador incluye determinados supuestos en los que se produce la inversión del sujeto pasivo, siendo el adquirente del bien o receptor del servicio el sujeto pasivo en esos casos.
1. Entregas de bienes inmuebles como consecuencia de un proceso concursal. El sujeto pasivo será el adquirente y se exige que tanto el transmitente como el adquirente sean empresarios o profesionales.
2. Supuestos de renuncia a la exención del IVA vinculada a la transmisión de terrenos rústicos o segundas y ulteriores ventas de edificaciones. El sujeto adquirente solo podrá deducirse el IVA soportado si acredita la declaración del IVA repercutido. Con esto se pretende evitar el doble perjuicio para la Hacienda Pública por la falta de ingreso del impuesto por el transmitente del inmueble y por la deducción del IVA soportado por el adquirente del mismo.
3. Entregas efectuadas en ejecución de la garantía constituida sobre los bienes inmuebles, entendiéndose que se ejecuta la garantía cuando se transmite el inmueble a cambio de la extinción total o parcial de la deuda garantizada o de la obligación de extinguir la referida deuda por el adquirente.
4. Ejecuciones de obra, con o sin aportación de materiales, así como el de cesiones de personal para su realización, consecuencia de contratos directamente formalizados entre el promotor y el contratista que tengan por objeto la urbanización de terrenos o la construcción o rehabilitación de edificaciones. No resulta de aplicación a la adquisición de materiales ni a las prestaciones de servicios que no constituyan ejecuciones de obra.
5. Entrega de teléfonos móviles, consolas de videojuegos, ordenadores portátiles y tabletas digitales. Únicamente se aplicará cuando el destinatario sea un empresario o profesional revendedor de estos bienes, o  un empresario o profesional distinto de los anteriores cuando el importe total de las entregas efectuadas, documentadas en la misma factura, exceda de 10 000 euros, excluido el IVA.

## Base imponible
La base imponible del Impuesto está constituida por el importe total de la contraprestación de las operaciones sujetas al mismo procedente del destinatario o de terceras personas.
Las siguientes partidas se incluyen en la base imponible del impuesto:
1. Los gastos de comisiones, portes y transporte, seguros, primas por prestaciones anticipadas y cualquier otro crédito efectivo a favor de quien realice la entrega o preste el servicio, derivado de la prestación principal o de las accesorias a la misma. No se incluyen los intereses por aplazamiento.
2. Las subvenciones vinculadas directamente al precio en las operaciones sujetas.
3. Los tributos y gravámenes de cualquier clase que recaigan sobre las mismas operaciones gravadas, excepto el impuesto de matriculación y el propio IVA.
4. Las percepciones retenidas con arreglo a derecho por el obligado a efectuar la prestación en los casos de resolución de las operaciones sujetas al impuesto.
5. El importe de los envases y embalajes, incluso los susceptibles de devolución, cargado a los destinatarios de la operación.
6. El importe de las deudas asumidas por el destinatario de las operaciones sujetas como contraprestación total o parcial del precio.

No se incluyen en la base imponible del impuesto:
1. Las cantidades percibidas por razón de indemnizaciones que no constituyan contraprestación o compensación de las entregas de bienes o prestaciones de servicios sujetas al impuesto.
2. Los descuentos y bonificaciones que se justifiquen y se concedan previa o simultáneamente al momento en que se realice la operación.
3. Las sumas pagadas en nombre y por cuenta del cliente en virtud de mandato expreso del mismo (suplidos).

### Reglas especiales
Existen determinados supuestos en el artículo 79 de la Ley del IVA que recoge casos específicos de determinación de la base imponible.
1. Contraprestación no dineraria. Salvo que se indique lo contrario, la base imponible coincidirá con el importe que resulte de aplicar las reglas de valoración del autoconsumo o de autoconsumo de servicios.
2. Transmisiones por precio único. La base imponible correspondiente a cada uno de los bienes de distinta naturaleza se determinará en proporción al valor de mercado de los bienes entregados o de los servicios prestados.
3. Autoconsumo de bienes. Hay que distinguir tres supuestos:
  1. Bienes adquiridos a terceros y sin sufrir transformación. La base imponible será la de su adquisición.
  2. Bienes elaborados o transformados por el sujeto pasivo. La base imponible será formada por el coste de los bienes y servicios utilizados.
  3. Bienes que han sufrido alteración desde su adquisición. La base imponible será formada por el valor de estos bienes en el momento de la entrada.
4. Autoconsumo de servicios. La base imponible es el coste imputable de los bienes y servicios.
5. Existencia de vinculación entre las partes. La base imponible será el valor de mercado. Esta regla será aplicable únicamente en estos supuestos:
  1. El destinatario de la operación no tiene derecho a deducir totalmente el impuesto y la contraprestación pactada es inferior a la que correspondería en condiciones de libre competencia.
  2. El empresario o profesional que realiza la entrega de bienes o prestación de servicios determina sus deducciones aplicando la regla de prorrata y, tratándose de una operación que no genera derecho a deducción, la contraprestación pactada sea inferior al valor de mercado.
  3. El empresario o profesional que realiza la entrega de bienes o prestación de servicios determina sus deducciones aplicando la regla de prorrata y, tratándose de una operación que genera derecho a deducción, la contraprestación pactada sea superior al valor de mercado.

### Supuestos de modificación de la base imponible
1. En el importe de los envases y embalajes que se devuelvan y en los descuentos y bonificaciones otorgados con posterioridad al momento en que la operación se haya realizado, siempre que sean debidamente justificados.
2. Cuando por resolución firme, judicial o administrativa o con arreglo a Derecho o a los usos de comercio, queden sin efecto total o parcialmente las operaciones gravadas o se altere el precio.
3. Situación concursal del deudor. Con posterioridad al devengo el deudor debe dictar auto de declaración de concurso. La modificación no podrá realizarse después de tres meses desde la última publicación del auto de declaración de concurso.
4. Créditos total o parcialmente incobrables. Debe transcurrir un año desde el devengo de la operación sin cobro, o 6 meses en el caso de empresarios o profesionales con un volumen de operaciones inferior a 6.010.121,04 euros. El sujeto pasivo debe haber instado el cobro de la deuda mediante reclamación judicial o requerimiento notarial. La modificación se debe realizar en los 3 meses siguientes a la finalización del plazo antes indicado. Esta modificación debe comunicarse a la AEAT antes de un mes desde la emisión de la factura rectificativa.

## Tipos de gravamen
Hasta que en 1993 fue eliminado, existía el "Tipo incrementado". Se aplicaba a objetos de lujo, como aviones privados, yates, obras de arte, joyas, etc. Se aplicaba en España desde el momento de su entrada en la CEE (Comunidad Económica Europea) en 1986, repercutiendo principalmente en las clases altas y muy altas.
Con efectos desde el 01/09/2012 y vigencia indefinida, se distinguen tres tipos impositivos según el bien o servicio de que se trate:
- Tipo general: Es el tipo que se aplica por defecto cuando no resulta aplicable ninguno de los otros tipos.
- Tipo reducido: Aplicado básicamente a algunos productos alimenticios y a los productos sanitarios, transporte de viajeros, la mayoría de servicios de hostelería y la construcción de nuevas viviendas.
- Tipo superreducido: Se aplica a artículos de primera necesidad, como el pan común, la leche, los quesos, los huevos, las frutas y las verduras y cereales; así como a las versiones en papel de libros, periódicos (y análogos) y a los medicamentos y otros productos farmacéuticos. Inicialmente la adquisición de productos de primera necesidad no sufría ningún gravamen. En la Ley no viene expresamente recogido el término "superreducido", sino que se engloba dentro del tipo reducido. Aun así, a este tipo impositivo se le conoce, coloquialmente, con este nombre.

### Cambios en los tipos de gravamen
Los tipos impositivos del IVA en España, igual que en el resto de los países europeos, tienen que ajustarse a lo dispuesto en el Título VIII de la Directiva del impuesto, que actualmente establece que el tipo impositivo normal no podrá ser inferior al 15 por ciento (salvo algunas excepciones regionales), sin límite superior, aunque los Estados miembros podrán aplicar uno o dos tipos reducidos, no inferiores al 5 por ciento, salvo en los supuestos del artículo 114 de la Directiva, en que podrán ser aún más reducidos (entre los que se encuentra el caso español). Dentro de estos límites, los diferentes Estados miembros han aprobado distintos tipos impositivos y, dentro de cada país, estos han ido cambiando para adaptarse a cada coyuntura histórica y económica.
| AÑO         | SUPERREDUCIDO     | REDUCIDO    | GENERAL     | INCREMENTADO |
| ----------- | ----------------- | ----------- | ----------- | ------------ |
| 1986 Inicio | 0% / NO SE APLICA | 6%          | 12%         | 33%          |
| 1992-1      | 0%                | 6%          | SUBE AL 13% | 33%          |
| 1992-2      | 0%                | 6%          | SUBE AL 15% | BAJA AL 28%  |
| 1993        | INCORPORADO 3%    | 6%          | 15%         | ELIMINADO    |
| 1995        | SUBE AL 4%        | SUBE AL 7%  | SUBE AL 16% | -            |
| 2010        | 4%                | SUBE AL 8%  | SUBE AL 18% | -            |
| 2012        | 4%                | SUBE AL 10% | SUBE AL 21% | -            |

## Deducciones
Los sujetos pasivos de las cuotas del IVA devengadas por las operaciones que realizan en el interior del país, así como las soportadas y devengadas en el territorio de aplicación del impuesto, serán deducibles, siempre y cuando los bienes y servicios adquiridos se usen en las operaciones cuya realización da derecho a la misma;
- Por repercusión directa y prestaciones de servicios efectuadas por otro sujeto pasivo.
- Las importaciones.
- Las adquisiciones intracomunitarias.
- Operaciones de inversión del sujeto pasivo.
- Autoconsumo interno.
- Entregas de oro de inversión gravadas por renuncia a la exención con inversión del sujeto pasivo.

Para poder tener derecho a las deducciones han de reunir determinados requisitos los sujetos pasivos que quieran optar a ellas, que son: ser empresario profesional y tener iniciada la realización de entregas de bienes o servicios objeto de la actividad.
Sin embargo es importante resaltar que existen ciertos límites para estas deducciones, como son las deducciones en la adquisición de automóviles de turismo, remolques o ciclomotores, que según RD 339/1990 se presumen afectos al 50% de la actividad, sin perjuicio de las situaciones donde se aplique el 100%.

## Liquidación
El mecanismo de funcionamiento es el siguiente: el empresario cuando vende calcula y factura a sus clientes el impuesto (denominado impuesto repercutido) que corresponde a las ventas efectuadas por aplicación del tipo impositivo que corresponda al producto vendido. Cuando el empresario va a presentar su declaración con las cuotas repercutidas en el periodo correspondiente, deduce de estas el importe del impuesto que le hayan repercutido a él (cuotas soportadas) en todas sus compras e ingresa por tanto la diferencia entre unas y otras. Si el resultado de la declaración es negativo porque en el periodo objeto de declaración las cuotas soportado han sido superiores a las repercutidas, el empresario puede compensar en periodos posteriores, con el límite de cuatro años, las cuotas o también solicitar la devolución de las mismas.
De esta manera en cada fase productiva se grava solo el valor añadido y al final de la cadena, los consumidores soportan el impuesto sobre el precio final del producto que consumen.
método simplificado: Cuota a ingresar = cuota repercutida - cuota soportada
Cuando un sujeto pasivo efectué entregas o prestaciones de servicios con derecho a deducción y otras similares que no lo den, entrará en un situación de prorrata. Existiendo dos tipos:
1. Prorrata general: del IVA devengado en entregas y prestaciones de servicios realizados por el sujeto pasivo, se deducirá solo la parte del IVA soportado en el periodo de liquidación correspondiente con un coeficiente (dicho coeficiente será el total de las operaciones que dan derecho a deducción respecto al total de operaciones). En otras palabras: IVA deducible = IVA soportado * coeficiente.
2. Prorrata especial.

## Requisitos para que el IVA soportado sea deducible
El IVA soportado, es decir, el que la empresa o el profesional abona al adquirir cualquier bien o determinados servicios, puede dividirse en dos categorías de vital importancia para las cuentas de la empresa: IVA deducible e IVA no deducible. Para que el IVA sea considerado deducible se deben cumplir las siguientes condiciones .
- Que sea un gasto vinculado a la actividad económica desarrollada.
- Que se encuentre debidamente justificado.
- Que estén debidamente justificados en la contabilidad.

## Régimen especial: Recargo de equivalencia
Los comerciantes minoristas que sean personas físicas, están acogidos al régimen especial por recargo de equivalencia siempre que no manipulen ni intervengan en el proceso de producción de los productos que venden, que el 80% de sus ventas sea al consumidor final y su epígrafe en el IAE así se lo permita.
En tal caso, el comerciante minorista no tiene que realizar liquidaciones del IVA porque ya lo habrá pagado previamente al proveedor mediante un recargo especial por sus compras, un 5,2% para productos con un tipo del 21%, un 1,4% para productos con un tipo del 10% y un 0,5% para productos con un tipo del 4%.